# Liste der Einträge im National Register of Historic Places im Kitsap County
Diese Liste der Einträge im National Register of Historic Places im Kitsap County enthält alle im Kitsap County, Washington in das National Register of Historic Places eingetragenen Gebäude, Bauwerke, Objekte, Stätten oder historischen Distrikte.
Diese Liste entspricht dem Bearbeitungsstand des National Park Service/National Register of Historic Places vom 16. August 2024.

## Legende
| NRHP | Historic Place             |
| HD   | National Historic District |
| NHL  | National Historic Landmark |

## Aktuelle Einträge
| [ 2 ] | Name                                          | Bild                                        | Eintragsdatum                                    | Lage | Ort               | Beschreibung |
| ----- | --------------------------------------------- | ------------------------------------------- | ------------------------------------------------ | --- | ----------------- | ------------ |
| 1     | Agate Pass Bridge                             | weitere Bilder                              | 24. Mai 1995 ID-Nr. 95000625                     | WA 305 über die Agate Passage 47° 42′ 45″ N, 122° 33′ 54″ W                                                | Suquamish         |              |
| 2     | Bremerton Elks Temple Lodge No. 1181 Building | weitere Bilder                              | 3. März 1995 ID-Nr. 95000192                     | 285 Fifth St. 47° 34′ 0″ N, 122° 37′ 31″ W                                                                 | Bremerton         |              |
| 3     | Camp Major Hopkins                            | Camp Major Hopkins                          | 30. Nov. 2005 ID-Nr. 05001351                    | 900 Park Ave. NE 47° 37′ 58″ N, 122° 29′ 43″ W                                                             | Bainbridge Island |              |
| 4     | Coder-Coleman House                           | Coder-Coleman House                         | 28. Mai 2009 ID-Nr. 09000367                     | 904 Highland Ave. 47° 34′ 10,6″ N, 122° 37′ 28,2″ W                                                        | Bremerton         |              |
| 5     | Doe-Kag-Wats                                  | weitere Bilder                              | 17. Juni 2019 ID-Nr. 100004076                   | 10435 NE Shore Dr. 47° 44′ 42,4″ N, 122° 30′ 15,1″ W                                                       | Kingston          |              |
| 6     | Filipino-American Community Hall              | Filipino-American Community Hall            | 20. März 1995 ID-Nr. 95000193                    | 7566 NE High School Rd. 47° 38′ 11″ N, 122° 33′ 9″ W                                                       | Bainbridge Island |              |
| 7     | Fort Ward Historic District                   | weitere Bilder                              | 12. Jan. 1978 ID-Nr. 96000415 78002759, 96000415 | südlich von Winslow 47° 34′ 52″ N, 122° 31′ 42″ W                                                          | Bainbridge Island |              |
| 8     | Hospital Reservation Historic District        | weitere Bilder                              | 16. Juli 1990 ID-Nr. 88003052                    | zwischen der Mahan Ave., Hoogewerf Rd., Decatur Ave. und der Dewey Street 47° 33′ 44″ N, 122° 38′ 38″ W    | Bremerton         |              |
| 9     | Jackson Hall Memorial Community Hall          | Jackson Hall Memorial Community Hall        | 22. Aug. 1995 ID-Nr. 95001036                    | 9161 Washington Ave. 47° 38′ 44″ N, 122° 40′ 50″ W                                                         | Silverdale        |              |
| 10    | Marine Reservation Historic District          | Marine Reservation Historic District        | 16. Juli 1990 ID-Nr. 88003051                    | zwischen der Cole St., Dewey St., Decatur Ave. und Doyen Street 47° 33′ 48″ N, 122° 38′ 43″ W              | Bremerton         |              |
| 11    | Masonic Hall-Port Orchard                     | Masonic Hall-Port Orchard                   | 10. Mai 2010 ID-Nr. 10000254                     | 202 Sidney Ave. 47° 32′ 27,8″ N, 122° 38′ 11,7″ W                                                          | Port Orchard      |              |
| 12    | Navy Yard Puget Sound                         | weitere Bilder                              | 27. Aug. 1992 ID-Nr. 92001883                    | nördlich vom Sinclair Inlet 47° 33′ 32″ N, 122° 38′ 17,2″ W                                                | Bremerton         |              |
| 13    | Charles F. Nelson House                       | Charles F. Nelson House                     | 28. Aug. 1973 ID-Nr. 73001879                    | an der Straßenecke der Nelson und Crescent Valley Rds. 47° 25′ 6″ N, 122° 32′ 25″ W                        | Olalla            |              |
| 14    | Officers' Row Historic District               | weitere Bilder                              | 16. Juli 1990 ID-Nr. 88003054                    | zwischen der Mahan Ave., Decatur Ave. und der Coghlan Rd. 47° 33′ 44″ N, 122° 38′ 20″ W                    | Bremerton         |              |
| 15    | Old-Man-House Site (45KP2)                    | weitere Bilder                              | 12. Jan. 1990 ID-Nr. 89002299                    | Adresse nicht veröffentlicht                                                                               | Suquamish         |              |
| 16    | Point No Point Light                          | weitere Bilder                              | 10. Aug. 1978 ID-Nr. 78002758                    | östlich von Hansville 47° 54′ 45″ N, 122° 31′ 32″ W                                                        | Hansville         |              |
| 17    | Port Gamble Historic District                 | weitere Bilder                              | 13. Nov. 1966 ID-Nr. 66000746                    | nordwestlich der Kitsap Peninsula und in der Nähe vom Hood Canal, Puget Sound 47° 51′ 18″ N, 122° 35′ 2″ W | Port Gamble       |              |
| 18    | Puget Sound Radio Station Historic District   | Puget Sound Radio Station Historic District | 16. Juli 1990 ID-Nr. 88003053                    | zwischen der Mahan Ave., Coghlan Rd. und der Cottman Rd. 47° 33′ 48″ N, 122° 38′ 23″ W                     | Bremerton         |              |
| 19    | Shelbanks                                     | Shelbanks                                   | 10. März 2004 ID-Nr. 04000160                    | 1520 Shorewood Dr. 47° 34′ 33″ N, 122° 40′ 53″ W                                                           | Bremerton         |              |
| 20    | US Post Office-Bremerton Main                 | US Post Office-Bremerton Main               | 7. Aug. 1991 ID-Nr. 91000638                     | 602 Pacific Ave. 47° 34′ 4″ N, 122° 37′ 31″ W                                                              | Bremerton         |              |
| 21    | Yama & Nagaya Village                         | weitere Bilder                              | 7. Mai 2018 ID-Nr. 100002393                     | Adresse nicht veröffentlicht                                                                               | Bainbridge Island |              |